# Kalanchoe thyrsiflora
Kalanchoe thyrsiflora és una espècie de planta suculenta del gènere Kalanchoe, de la família de les Crassulaceae. Degut a un error a The Plant List del 2012, el nom K. thyrsiflora ha estat tractada per algú com a sinònim de K. tetraphylla. Tanmateix aquests dos noms corresponen a dues espècies diferents.

## Descripció
Planta suculenta, totalment glabra, bianual, de 0,75 a 1,25 m d'alçada, pulverulent amb pols blanca i enganxosa. Tija única, sorgida de la roseta de fulles de l'any anterior, simple, erecta, corpulenta, terete, de fins a 2,5 cm de diàmetre a la base i ±1,25 cm de diàmetre per sota de la inflorescència.

## Distribució
Planta endèmica de Botswana, Sud-àfrica (Estat Lliure, KwaZulu-Natal, províncies del nord) Lesotho, Swazilàndia.

## Taxonomia
Kalanchoe thyrsiflora Harv. va ser descrita per William Henry Harvey (abreviació botànica: Harv.) i publicada a Flora Capensis t. II: 379. 1861.

### Etimologia
Kalanchoe: nom genèric que deriva de la paraula cantonesa "Kalan Chauhuy", 伽藍菜 que significa 'allò que cau i creix'.
thyrsiflora: epítet que significa 'flors en tirs'.